# Krîvce, Borșciv
Krîvce (în ucraineană Кривче) este o comună în raionul Borșciv, regiunea Ternopil, Ucraina, formată numai din satul de reședință.

## Demografie
Componența lingvistică a comunei Krîvce
     Ucraineană (99,62%)
     Alte limbi (0,38%)
Conform recensământului din 2001, majoritatea populației comunei Krîvce era vorbitoare de ucraineană (99,62%), existând în minoritate și vorbitori de alte limbi.